# Michel Portal
Michel Portal (Bayonne, 1935. november 27. –) háromszoros César-díjas francia szaxofonos, klarinétos.

## Pályakép
Bayonne-ban született muzsikus családban. Érdeklődése a dzsessz iránt a második világháború után, rádióadások hatására alakult ki. Klarinét szakon tanult a Conservatoire de Paris-ban; karmesterséget ugyanott Pierre Dervaux-tól.
Michel Portal dzsesszzenei tapasztalatait Henri Rossotti és Pérez Prado mellett szerezte. Raymond Fonsèque, Aimé Barelli Claude Nougaro tevékenysége jelentősen hatott rá.
Michel Portal társalapítója volt a New Phonic Art szabadimprovizációs csoportnak. Ami az avantgarde komolyzenét illeti 1969-ben Karlheinz Stockhausen Aus den sieben Tagen című művének felvételén is játszott.

## Albumok zenekarvezetőként
- Our Meanings and Our Feelings (1969)
- Alors!!! (1970)
- Splendid Yzlment (1972)
- A Chateauvallon: No, No But It May Be (C1973)
- Sonates Pour Clarinette et Piano, Op. 120 (1977)
- Dejarme Solo! (1979)
- Arrivederci Le Chouartse (1981)
- L'ombre Rouge (1981)
- Men's Land (1987)
- Turbulence (1987)
- Concerto Pour Clarinette (1989)
- Any Way (1993)
- Musiques De Cinemas (1995)
- Dockings (1998)
- Rencontre Duos Pour Clarinette (1998)
- Fast Mood (1999)
- Burundi (2000)
- Minneapolis (2000)
- Minneapolis We Insist! (2002)
- Concerts (2004)
- Birdwatcher (2007)
- Bailador (2010)
- Radar (2016)
- Eternal Stories (2017)
- MP85 (2021)

## Filmek
A Portal az 1980-as években kezdett filmzenét írni. Háromszor nyerte el a legjobb filmhez írt zenének járó César-díjat.
- Michel Portal az IMDb-n (filmzene)

## Díjak
- 1959: Conservatoire Supérieur de Paris
- 1963: Concours International de Genève et du Jubilé Suisse
- 1968: Django Reinhardt-díj
- 1983: Grand Prix International de la Musique
- 2011: Francia Köztársaság Becsületrendje

## Fordítás
Ez a szócikk részben vagy egészben  a   Michel Portal című angol Wikipédia-szócikk ezen változatának fordításán alapul.  Az eredeti cikk szerkesztőit annak laptörténete sorolja fel. Ez a jelzés csupán a megfogalmazás eredetét és a szerzői jogokat jelzi, nem szolgál a cikkben szereplő információk forrásmegjelöléseként.